# مهدی الکلاوی
مهدی الکلاوی (فرانسوی: Mehdi El Glaoui‎؛ زادهٔ ۲۶ مهٔ ۱۹۵۶) بازیگر، کارگردان و فیلم‌نامه‌نویس اهل فرانسه است. وی نوهٔ پاشای مراکش تهامی الکلاوی و پسر بازیگر فرانسوی سسیل اوبری است.
از فیلم‌ها یا برنامه‌های تلویزیونی که وی در آن نقش داشته‌است، می‌توان به بل و سباستین و کاترین و شرکا اشاره کرد.